# Twistronica

Reticolo di moiré su scala atomica ottenuto sovrapponendo due fogli di grafene ad un angolo di 4°.

La Twistronica (portmanteau della parola inglese twist - torsione - ed elettronica) è lo studio di come l'angolo (la torsione) tra strati di materiali bidimensionali possa modificare le loro proprietà elettriche. È stato dimostrato che materiali come il grafene a doppio strato hanno un comportamento elettronico che va da quello isolante a quello superconduttivo, e dipende sensibilmente dall'angolo tra gli strati. Il termine è stato introdotto per la prima volta dal gruppo di ricerca di Efthimios Kaxiras presso l'Università di Harvard nel loro trattamento teorico dei reticoli di grafene.